# Krvni razmaz
Krvni razmaz je mikroskopski preparat v obliki tanke plasti krvi na objektniku z razprostrtimi, fiksiranimi in pobarvanimi celicami. Uporablja se za enostavne citološke oziroma hematološke preglede krvnih telesc (določitev krvne slike) ter za dokazovanje prisotnosti bakterij, filarij, plazmodijev in drugih zajedavskih povzročiteljev bolezni v periferni krvi.

## Priprava
Krvni razmaz se pripravi tako, da se kane kaplja krvi na eno stran objektnika in se nato s krovnim stekelcem pod kotom 30 do 45 stopinj potegne čez kapljo, da se razmaže po vsej dolžini. Cilj je ustvariti regijo, kjer so celice dovolj vsaksebi, da jih je možno prešteti in razvrstiti. 
Preparat se pusti na zraku, da se posuši, nato se fiksira s kratkim pomočenjem v metanol. Uspešna fiksacija je bistvena za nadaljnje barvanje ter omogoči, da se v celicah podrobno vidi struktura. Sledi barvanje z barvilom, ki različne vrste celic obarva 
različno in omogoči diferenciacijo.

### Tehnike barvanja
- barvanje po Pappenheimu (zaporedno barvanje po Mayu in Grünwaldu ter po Giemsi)
- barvanje po Giemsi (z barvilom s soljo metilenskega modrila in eozina ter raznimi azurji)
- barvanje po Romanovskem (z raztopino soli metilenskega modrila in eozina)